# Hollandia (tijdschrift)

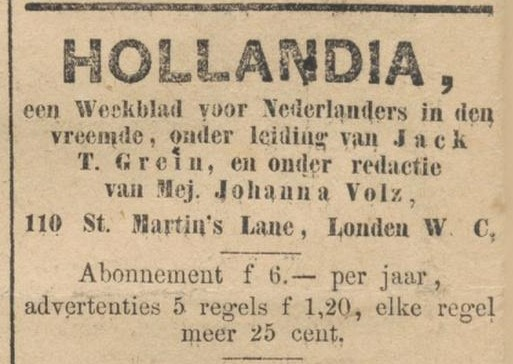
Advertentie voor Hollandia

Hollandia was een tijdschrift dat wekelijks verscheen tussen 1897 en 1901. Het werd uitgegeven te Londen en te 's-Gravenhage en droeg als ondertitel Een weekblad voor Nederlanders in den vreemde. In dit tijdschrift publiceerde onder anderen Elisabeth Couperus-Baud (1867-1960), echtgenote van de schrijver Louis Couperus (1863-1923).

## Omschrijving
Het eerste nummer verscheen op 1 november 1897. Het tijdschrift stond toen onder leiding van Jack T. Grein (Engelse correspondent van enige Nederlandse dagbladen in Londen) en redactrice was Johanna Volz. Het tijdschrift werd uitgegeven door de gebroeders Binger te Amsterdam.
Ten behoeve van het eerste nummer werd een prijsvraag uitgeschreven voor een fraai hoofd, met een pen getekend door een Nederlands kunstenaar. De bekroonde tekening zou worden beloond met 50 gulden.
In de prospectus voor het tijdschrift stond: Nederland is de enige natie in Europa die in Londen geen nationaal tijdschrift bezit. Hollandia zal het mondstuk zijn van de Hollanders in Londen en van alle Hollandse verenigingen in het buitenland. Een belangrijk doel van het tijdschrift was om de brug te vormen tussen het vaderland en de koloniën van Hollanders in en buiten Europa. Volgens Grein: Hollandia zal een aangenaam tijdschrift zijn voor allen die belang stellen in de politieke beweging, de handel en in de nijverheid, in de kunst en letteren van onze landgenoten. Het tijdschrift kende een serie Schetsen uit het sociale leven in Nederland, geschreven door mr. Ph. Valkenburg, Toneel te Amsterdam, door J. Vriesendorp,  en Uit arti, door Etha Fles. 
Eind december 1898 veranderde Hollandia van uitgeverij; het tijdschrift werd vanaf nu door de Uitgevers Maatschappij Nederland te Den Haag uitgegeven. Johanna Volz trad in diezelfde tijd uit de redactie.  Jack T. Grein bleef weliswaar formeel deel uitmaken van de redactie maar Leo Simons werd de formele woordvoerder. Eind 1901 gaf de Uitgevers Maatschappij Nederlands in een circulaire aan dat het tijdschrift ophield te bestaan. Dit werd door sommigen betreurd omdat Hollandia veel schreef over de Nederlandse belangen in den vreemde. Als reden tot staking van het tijdschrift werd het artikel gezien dat handelde over de partijen in Transvaal, de Doppers, de Hollanders, de verhouding daartegenover van Paul Kruger en diens aanspraken om weer aan het hoofd terug te komen. Het artikel werd door de heer Simons in een der laatste nummers geplaatst, maar wekte het misnoegen op van de directeur van de Uitgevers Maatschappij Nederland. Deze gaf lucht aan zijn woede door een advertentie in het tijdschrift te plaatsen maar dat verhinderde de heer Simons niet door te gaan met zijn artikelenreeks betreffende eerder genoemd onderwerp. Uit onvrede hierover werd waarschijnlijk door de Uitgevers Maatschappij Nederland besloten met het weekblad te stoppen.